# Corymboporidae
Corymboporidae is een monotypische familie van mosdiertjes (Bryozoa) uit de orde van de Cyclostomatida.

## Geslacht
- Fungella von Hagenow, 1851